# Tab Hunter
Tab Hunter, pseudonimo di Arthur Andrew Kelm (New York, 11 luglio 1931 – Santa Barbara, 8 luglio 2018), è stato un attore statunitense.

## Biografia
Hunter nacque dal matrimonio di Charles Kelm con Gertrude Gelien, una coppia di immigrati tedeschi che divorziarono pochi anni dopo la nascita del figlio. Hunter e il fratello crebbero in California, dove la madre si era trasferita. Durante gli anni dell'adolescenza praticò diversi sport, eccellendo nel pattinaggio artistico e nell'equitazione. All'età di 15 anni abbandonò la scuola per entrare nella Guardia Costiera, dalla quale fu poi congedato per aver mentito sulla propria età.
Dopo aver assunto il definitivo nome d'arte di Tab Hunter, suggeritogli dal suo agente Henry Wilsson, debuttò sul grande schermo con un ruolo minore nel film drammatico Linciaggio (1950) di Joseph Losey. L'aspetto attraente e il fisico atletico gli consentirono di ottenere un ruolo romantico nel film L'isola del peccato (1952) di Stuart Heisler, accanto a Linda Darnell, e alcune parti da coprotagonista in pellicole d'avventura come Il segreto del Sahara (1953) e Ritorno all'isola del tesoro (1954), entrambi diretti da Ewald André Dupont e La belva (1954) di William A. Wellman.
La definitiva consacrazione giunse prima con un episodio della serie televisiva Climax! (1955), in cui Hunter interpretò il ruolo di Jimmy Pearsall, sfortunato giocatore di baseball dei Boston Red Sox, che dovette concludere precocemente la brillante carriera sportiva a causa di un esaurimento nervoso, e quindi con il film bellico Prima dell'uragano (1955) di Raoul Walsh, in cui interpretò il giovane marine Danny Forrester, che ha una relazione sentimentale con una donna più anziana di lui ma finisce per sposare la brava ragazza della porta accanto (Mona Freeman).

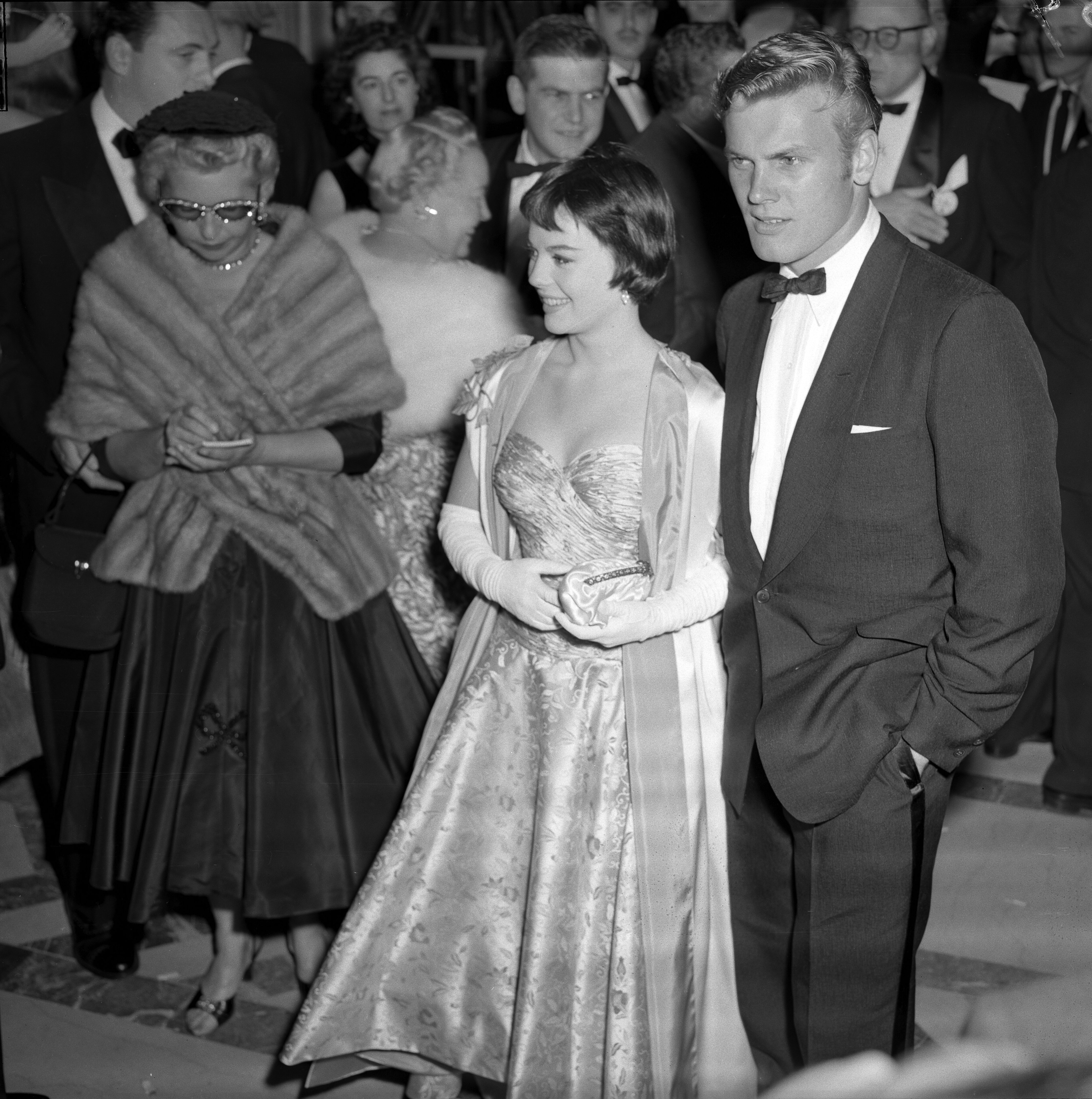
Con Natalie Wood alla cerimonia della 28ª edizione dei Premi Oscar (1956)

Il giovane attore divenne una delle maggiori star maschili della Warner Brothers, idolatrato dalle teenager d'America per il suo bell'aspetto di ragazzo biondo e atletico, e malgrado la sostanziale inesperienza nella recitazione e lo sfavore della critica. Nei due film successivi, Le colline bruciano (1956) di Stuart Heisler e La ragazza che ho lasciato (1956) di David Butler, fece coppia con la giovane Natalie Wood.
La seconda metà degli anni cinquanta fu il periodo di maggior successo per l'attore sul grande schermo, culminato con il ruolo di Joe Hardy, giocatore di baseball del team di Washington D.C., protagonista del musical Damn Yankees! (1958) di George Abbott e Stanley Donen, versione cinematografica di uno dei maggiori successi musicali a Broadway. Nello stesso periodo l'attore incise alcuni hit in qualità di cantante, come Young Love (1957) che raggiunse la posizione n. 1 negli Stati Uniti per quattro settimane e la n. 10 in Olanda, e Ninety-Nine Ways (1958), esibendosi in tale veste sul piccolo schermo nel Pat Boone Chevy Showroom (1958) e nel The Ford Show, Starring Tennessee Ernie Ford (1960). Nello stesso anno Hunter debuttò con un proprio spettacolo, il Tab Hunter Show, che fu però cancellato al termine della prima stagione, dopo soli 32 episodi. Successivamente affiancò dive come Sophia Loren in Quel tipo di donna (1959) di Sidney Lumet e Rita Hayworth in Cordura (1959) di Robert Rossen, e prese parte alla commedia Il piacere della sua compagnia (1961) di George Seaton, con Fred Astaire e Debbie Reynolds.

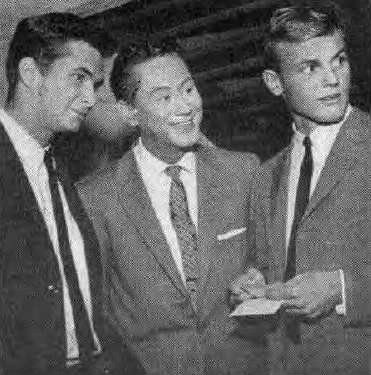
Tab Hunter (a destra) con Anthony Perkins (a sinistra) e Peter Potter nello show televisivo Juke Box Jury (1957)

Durante gli anni sessanta la carriera di Hunter fu piuttosto discontinua, con sporadiche apparizioni sul grande schermo in pellicole d'avventura come I commandos dei mari del sud (1963) di Anthony Carras e 20.000 leghe sotto la terra (1965) di Jacques Tourneur, e in commedie satiriche come Il caro estinto (1965) di Tony Richardson, alternate ad alcune interpretazioni per la televisione. Nella seconda metà del decennio, dopo avere partecipato ai film Birds Do It (1966) di Andrew Marton, La mano del destino (1967) di Richard Rush e Agguato nel sole (1967) di R.G. Springsteen, si trasferì in Europa per girare soprattutto film d'avventura e western, come La vendetta è il mio perdono (1968) di Roberto Mauri, Scacco internazionale (1968) di Giuseppe Rosati e Quel maledetto ponte sull'Elba (1969) di León Klimovsky. Nel 1972 tornò negli Stati Uniti per partecipare al western L'uomo dai sette capestri di John Huston, con Paul Newman. Negli anni settanta comparve in episodi di serie televisive come Cannon (1972), Difesa a oltranza (1972), L'uomo da sei milioni di dollari (1975), Ellery Queen (1976) e Hawaii Squadra Cinque Zero (1978).
L'occasione per un inatteso rilancio giunse all'inizio degli anni ottanta, grazie a due incursioni nel genere trash, quale partner dell'attore e drag queen Divine, prima in Polyester (1981) di John Waters, e quindi in Lust in the Dust (1985) di Paul Bartel, pellicole in cui Hunter ripropose il proprio vecchio ruolo di "belloccio" in chiave satirica. Apparve inoltre nel musical Grease 2 (1982) di Patricia Birch, in cui cantò il motivo Reproduction nei panni dell'insegnante supplente Mr. Stuart, e nell'horror I demoni della mente (1988) di Armand Mastroianni. Apparve l'ultima volta sul grande schermo nel 1992 nel film Amici per la vita di David Hemmings.

## Vita privata

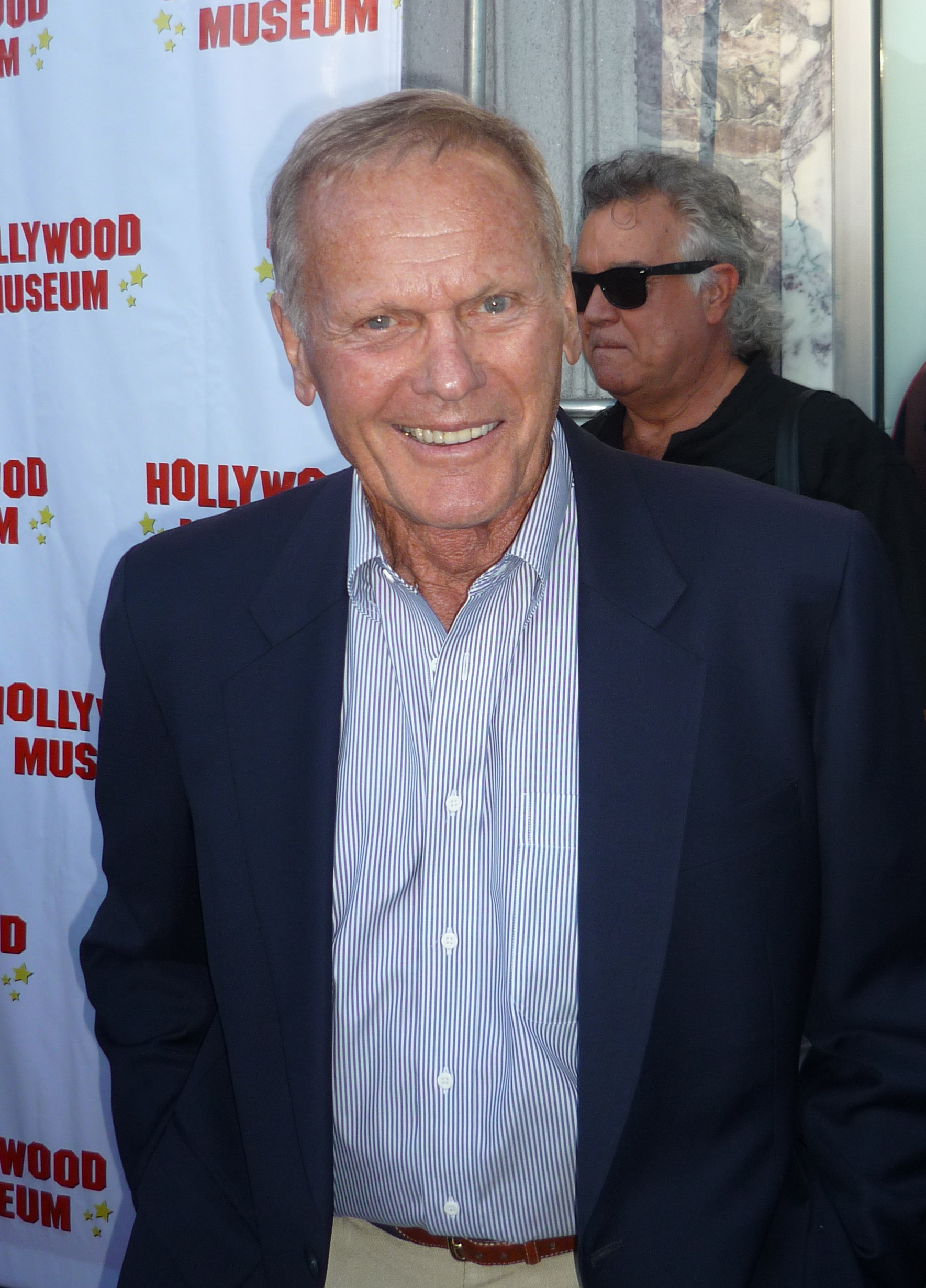
Tab Hunter nel 2008

In occasione della pubblicazione nel 2005 del volume autobiografico Tab Hunter Confidential: The Making of a Movie Star, l'attore confermò la propria omosessualità, della quale circolava voce fin dagli anni cinquanta, descrivendo le difficoltà esistenziali vissute a Hollywood in un'epoca in cui la vita privata delle star era continuamente sottoposta all'attenzione del pubblico e della stampa, e la condizione di omosessualità poteva compromettere o addirittura distruggere una carriera.
Negli anni cinquanta, periodo in cui intrattenne una lunga relazione sentimentale con il collega Anthony Perkins, Hunter fu spesso bersagliato dalla rivista scandalistica Confidential, temuto magazine di cronaca rosa che più volte tentò di rivelare scandali a sfondo sessuale, ma la sua carriera riuscì a non rimanere danneggiata dai pettegolezzi. L'attore, stabilmente legato dal 1982 al produttore Allan Glaser, si dedicò in seguito alla produzione cinematografica indipendente, e all'equitazione.

## Filmografia

### Cinema
- Linciaggio (The Lawless), regia di Joseph Losey (1950)
- L'isola del peccato (Saturday Island), regia di Stuart Heisler (1952)
- Mani in alto! (Gun Belt), regia di Ray Nazarro (1953)
- Il segreto del Sahara (The Steel Lady), regia di Ewald André Dupont (1953)
- Ritorno all'isola del tesoro (Return to Treasure Island), regia di Ewald André Dupont (1954)
- La belva (Track of the Cat), regia di William A. Wellman (1954)
- Prima dell'uragano (Battle Cry), regia di Raoul Walsh (1955)
- Gli amanti dei 5 mari (Sea Chase), regia di John Farrow (1955)
- Le colline bruciano (The Burning Hills), regia di Stuart Heisler (1956)
- La ragazza che ho lasciato (The Girl He Left Behind), regia di David Butler (1956)
- La squadriglia Lafayette (Lafayette Escadrille), regia di William A. Wellman (1958)
- Il sentiero della violenza (Gunman's Walk), regia di Phil Karlson (1958)
- Damn Yankees, regia di George Abbott e Stanley Donen (1958)
- Quel tipo di donna (That Kind of Woman), regia di Sidney Lumet (1959)
- Cordura (They Came to Cordura), regia di Robert Rossen (1959)
- Il piacere della sua compagnia (The Pleasure of His Company), regia di George Seaton (1961)
- L'arciere delle mille e una notte, regia di Antonio Margheriti (1962)
- I commandos dei mari del sud (Operation Bikini), regia di Anthony Carras (1963)
- Ride the Wild Surf, regia di Don Taylor (1964)
- Troubled Waters, regia di Stanley Goulder (1964)
- 20.000 leghe sotto la terra (The City Under the Sea) , regia di Jacques Tourneur (1965)
- Il caro estinto (The Loved One), regia di Tony Richardson (1965)
- Birds Do It, regia di Andrew Marton (1966)
- La mano del destino (El dedo del destino), regia di Richard Rush (1967)
- Agguato nel sole (Hostile Guns), regia di R.G. Springsteen (1967)
- La vendetta è il mio perdono, regia di Roberto Mauri (1968)
- Scacco internazionale, regia di Giuseppe Rosati (1968)
- Quel maledetto ponte sull'Elba (No importa morir), regia di León Klimovsky (1969)
- Sensualità morbosa (Sweet Kill), regia di Curtis Hanson (1973)
- L'uomo dai 7 capestri (The Life and Times of Judge Roy Bean), regia di John Huston (1972)
- Timber Tramps, regia di Tay Garnett (1975)
- Won Ton Ton, il cane che salvò Hollywood (Won Ton Ton: The Dog Who Saved Hollywood), regia di Michael Winner (1976)
- Polyester, regia di John Waters (1980)
- America, America (Pandemonium), regia di Alfred Sole (1982)
- Grease 2, regia di Patricia Birch (1982)
- And They Are Off, regia di Theodore H. Kuhns III (1982)
- Lust in the Dust, regia di Paul Bartel (1985)
- I demoni della mente (Cameron's Closet), regia di Armand Mastroianni (1988)
- Grotesque, regia di Joe Tornatore (1988)
- Fuori nel buio (Out of the Dark), regia di Michael Schroeder (1989)
- Amici per la vita (Dark Horse), regia di David Hemmings (1992)

### Televisione
- The Ford Television Theatre – serie TV, 1 episodio (1955)
- Conflict – serie TV, episodio 1x05 (1956)
- Climax! – serie TV, 2 episodi (1955-1957)
- Hans Brinker e i pattini d'argento (Hans Brinker and the Silver Skates) – film TV (1958)
- Playhouse 90 – serie TV, 2 episodi (1956-1958)
- Meet Me in St. Louis – film TV (1959)
- General Electric Theater – serie TV, episodio 8x07 (1959)
- The Tab Hunter Show – serie TV, 32 episodi (1960-1961)
- Saints and Sinners – serie TV, 1 episodio (1962)
- Combat! – serie TV, 1 episodio (1962)
- La legge di Burke (Burke's Law) – serie TV, episodio 1x24 (1964)
- Il virginiano (The Virginian) – serie TV, 1 episodio (1970)
- San Francisco International Airport – serie TV, 1 episodio (1970)
- Hacksaw – film TV (1971)
- Disneyland – serie TV, 2 episodi (1971)
- Cannon – serie TV, 1 episodio (1972)
- Difesa a oltranza (Owen Marshall: Counselor at Law) – serie TV, 1 episodio (1972)
- Ghost Story – serie TV, 1 episodio (1973)
- L'uomo da sei milioni di dollari (The Six Million Dollar Man) – serie TV, 1 episodio (1975)
- Ellery Queen – serie TV, episodio 1x12 (1975)
- Mary Hartman, Mary Hartman – serie TV (1976)
- McMillan e signora (McMillan & Wife) – serie TV, 1 episodio (1976)
- Forever Fernwood – serie TV (1977)
- Love Boat (The Love Boat) – serie TV, 1 episodio (1977)
- Pepper Anderson agente speciale (Police Woman) – serie TV, 1 episodio (1978)
- Hawaii Squadra Cinque Zero (Hawaii Five-O) – serie TV, 1 episodio (1978)
- Katie: la ragazza del paginone (Katie: Portrait of a Centerfold) – film TV (1978)
- La grande lotteria ($weepstake$) – serie TV, 1 episodio (1979)
- La mascotte (The Kid from Left Field) – film TV (1979)
- Charlie's Angels – serie TV, episodio 4x22 (1980)
- Strike Force – serie TV, 1 episodio (1981)
- Benson – serie TV, 2 episodi (1982)
- Professione pericolo (The Fall Guy) – serie TV, 1 episodio (1984)
- Masquerade – serie TV, 1 episodio (1984)
- Ron Russell's Set the Record Straight – serie TV, 1 episodio (2009)

## Doppiatori italiani
Nelle versioni in italiano dei suoi film, Tab Hunter è stato doppiato da: 
- Massimo Turci in Le colline bruciano, Quel tipo di donna, Il sentiero della violenza, Il piacere della sua compagnia
- Mario Colli in L'isola del peccato, Il segreto del Sahara
- Roberto Gicca in Prima dell'uragano, La belva
- Giuseppe Rinaldi in La ragazza che ho lasciato, Cordura
- Adolfo Geri in Linciaggio
- Pino Locchi in Gli amanti dei cinque mari
- Pino Colizzi in 20.000 leghe sotto la terra
- Cesare Barbetti in Agguato nel sole
- Giancarlo Maestri in La vendetta è il mio perdono
- Sergio Graziani in Il caro estinto
- Michele Gammino in Ellery Queen
- Romano Malaspina in Polyester
- Rino Bolognesi in Love Boat
- Sandro Iovino in Charlie's Angels